# Végh Tibor (labdarúgó)
Végh Tibor (Székesfehérvár, 1956. március 31. –) labdarúgó, edző.

## Pályafutása

### Klubcsapatban
1968-ban, 12 évesen kezdte a Videotonban a labdarúgást. 1974-ben mutatkozott be az élvonalban. Tagja volt az 1975-76-os idényben ezüstérmet szerzett, 1982-ben MNK döntőt játszott a csapattal. Az 1984–1985-ös UEFA-kupa döntős együttes csapatkapitánya volt. A csapatból egyedül ő játszotta végig mind a 12 mérkőzést. A Manchester United ellen a továbbjutást eldöntő tizenegyes párbajban egyet ő értékesített.
Összesen 419 bajnoki mérkőzésen szerepelt a Videotonban és 7 gólt szerzett 1989-ig.
Ezt követően az osztrák Kirschlag csapatában játszott rövid ideig, majd a Paksi SE játékosa lett. 1989-ben a Haladásban 7 bajnoki mérkőzésen szerepelt. 1990-ben a Veszprémi SE-ben 3 bajnoki mérkőzésen szerepelt. 1991-ben az MTK-VM-hez igazolt, és 8 mérkőzésen lépett pályára.

### Válogatottban
A magyar válogatottban, 1987-ben 1 alkalommal szerepelt.

### Edzőként
1991 és 1997 között négy osztrák csapatnál dolgozott játékosedzőként: Kirschlag, KSV Kirchberg, SV Drassmarkt, SC Wiesen. 1997 és 2004 között már csak edzői munkát vállalt, továbbra is osztrák csapatoknál: Oberwaltersdorf, SC Münchendorf, SG Pitten.
2004 és 2007 között az FC Sopron utánpótlás edzője volt. 2007 év végén a csapat megbízott vezetőedzője lett, mielőtt véglegesen megszűnt.
2008-tól ismét Ausztriában dolgozik, az FC Aspang csapatát edzi.

## Sikerei, díjai
- Magyar bajnokság:
  - 2.: 1975–1976
  - 3.: 1983–1984, 1984–1985
- Magyar Népköztársasági Kupa (MNK)
  - döntős: 1981–1982
- UEFA kupa
  - döntős: 1984–1985

## Statisztika

### Mérkőzése a válogatottban
| Magyarország | Magyarország      | Magyarország                  | Magyarország | Magyarország | Magyarország | Magyarország | Magyarország | Magyarország |
| #            | Dátum             | Helyszín                      | Hazai        | Eredmény     | Vendég       | Kiírás       | Gólok        | Esemény      |
| ------------ | ----------------- | ----------------------------- | ------------ | ------------ | ------------ | ------------ | ------------ | ------------ |
| 1.           | 1987. április 29. | Rotterdam, Feijenoord Stadion | Hollandia    | 2 – 0        | Magyarország | Eb-selejtező | -            | 40'          |
|              | Összesen          |                               |              | 1            | mérkőzés     |              | 0            | gól          |